# ميخائيل فوكس (لاعب كرة الريشة)
ميخائيل فوكس (بالألمانية: Michael Fuchs)‏ هو لاعب كرة الريشة ألماني، ولد في 22 أبريل 1982 في فورتسبورغ في ألمانيا.

## وصلات خارجية
- ميخائيل فوكس على موقع BWF.tournamentsoftware.com (الإنجليزية)
- ميخائيل فوكس على موقع BWFbadminton.com (الإنجليزية)
- ميخائيل فوكس على موقع اللجنة الأولمبية الدولية (الإنجليزية)
- ميخائيل فوكس على موقع أوليمبيديا (الإنجليزية)
- ميخائيل فوكس على موقع اللجنة الأولمبية الألمانية (الألمانية)